# Підземне буріння
Підземне буріння (рос. подземное бурение, англ. under-ground drilling; нім. Untertagebohrung, Untertagebohren) — буріння з підземних гірничих виробок шпурів і свердловин, що не мають виходу на денну поверхню.
Підземне буріння використовується для проходження вибухових свердловин і шпурів при спорудженні підземних гірничих виробок і підземній розробці родовищ, а також пошуково-розвідувальних свердловин при вивченні геологічної будови родовищ, їх розвідці і підрахунку запасів корисних копалин.
Діаметри свердловин становлять 46-76 мм при пошуках і розвідці родовищ корисних копалин, 70-150 мм при експлуатації і вибухових роботах, до 1 м і більше при спорудженні свердловин для спеціальних цілей (вентиляційних і інш.). Глибини свердловин в основному від декількох десятків до сотень метрів, довжина горизонтальних свердловин досягає 1000 м і більше.